# Crémant de Loire
Crémant de Loire ist ein französischer weißer oder rosé Schaumwein, der beidseits der Loire und einiger seiner Nebenflüsse wie dem Thouet, dem Layon und dem Loir angebaut wird. Insgesamt liegen Teile der Départements Maine-et-Loire, Indre-et-Loire, Loir-et-Cher, Deux-Sèvres und Vienne mit insgesamt über 300 Gemeinden in diesem Weinanbaugebiet. Die Größe des Anbaugebietes beträgt 12.000 ha, der Grundertrag bei nur 50 hl pro ha.: § 5 Es ist größtenteils deckungsgleich mit anderen Anbaugebieten an der Loire, namentlich Vignobles de Touraine-Amboise und Vignobles d’Anjou, die somit doppelt klassifiziert sind.

## Geschichte
Bereits vor der Anerkennung als AOC am 17. Oktober 1975 nach den Richtlinien der Institut national de l'origine et de la qualité (INAO) war der Anbau als AOP zertifiziert. Die Schaumweintradition geht geschichtlich noch viel weiter zurück. Das über viele Generationen von Produzenten und Handelshäusern angesammelte Wissen über die Produktion und den Transport dieser Handelsware sowie die günstigen klimatischen Bedingungen haben die Qualität und den Absatz gefördert.
Der Crémant de Loire ist neben den anderen sechs Crémants Frankreichs qualitativ gleichwertig zu Crémant d’Alsace, Crémant de Bordeaux, Crémant de Bourgogne, Crémant de Die, Crémant de Limoux und Crémant du Jura.

## Weinbereitung
Die gesetzlichen Bestimmungen lassen nur Handlese und die Verwendung kleiner, offener Kunststoffkisten für den Traubentransport zwischen Weinberg und Weinkelter zu. Aus 150 kg Trauben dürfen nur 100 l Most gewonnen werden. Der Fruchtzuckergehalt muss mindestens bei 137 g/l (ca. 63 Grad Oechsle) liegen, der Alkoholgehalt bei mindestens 8 Prozent. Mindestens 70 % müssen aus den vorgeschriebenen Grundweinen bestehen. Zwischen dem Zusatz von Fülldosage und Marketing darf nicht weniger als ein Jahr liegen. Nach der Vergärung muss der Crémant mindestens 9 Monate auf dem Hefebett (sur lie) reifen. Viele Hersteller erhöhen dieses Intervall auf 18 oder 24 Monate, um einen frischeren Geschmack zu erzielen.

## Wichtige Produzenten
- Bouvet-Ladubay
- Langlois-Château